# Balta Ialomiţei
Balta Ialomiței je riječni otok na Dunavu, nalazi se u županiji Ialomița i županiji Călărași u Rumunjskoj. Okružen je s dva rukavca Dunava, koji se nazivaju "Borcea" i "Dunărea Veche". Prosječna površina otoka je 831,3 km2, dugačak je 94 km i širok od 5 do 12,5 km ovisno o vodostaju. Prosječna visina varira od 10 do 17 metara. 
Otok je prvobitno bio močvarno područje prekriveno močvarama, šumama, jezerima i ribnjacima, ali je dio zemljišta isušen i pretvoren u obradivo tlo. Povremeno su neka od ovih područja još uvijek podložna poplavama. Kroz ovaj otok prolazi autocesta A2.

## Galerija
- Bara na otoku Balta Ialomiței
- Balta Ialomiței, poplava u travnju i svibnju 2006.
- Poplavljene poljoprivredne površine na otoku.

## Vanjske poveznice
|  | Zajednički poslužitelj ima još gradiva o temi Balta Ialomiţei |